# Hendrik Philip Visser 't Hooft (hoogleraar)
Hendrik Philip Visser 't Hooft (Genève, 29 maart 1930 − 30 mei 2008) was een Nederlands hoogleraar rechtsfilosofie en de rechtsmethodologie aan de Universiteit Utrecht.

## Biografie
't Hooft werd geboren als telg uit het Dordtse patricaatsgeslacht 't Hooft en zoon van dr. Willem Adolph Visser 't Hooft (1900-1985), eerste secretaris-generaal van de Wereldraad van Kerken, en Henriette Philipine Jacoba Boddaert (1899-1968), telg uit het geslacht Boddaert. Hij werd genoemd naar zijn grootvader, de Haarlemse advocaat mr. Hendrik Philip Visser 't Hooft (1866-1930). Hij groeide op in Genève waar zijn ouders sinds 1924 woonden in verband met de functie van zijn vader. Hij studeerde rechten en filosofie te Leiden en Parijs en promoveerde te Leiden op 11 december 1957 op Les Nations Unies et la conservation des ressources de la mer. Etude des rapports entre le codificateur et le milieu politique. Vanaf 1971 was hij wetenschappelijk hoofdmedewerker aan de centrale interfaculteit te Leiden. Per 1 april 1977 werd hij benoemd tot gewoon hoogleraar rechtsfilosofie en de rechtsmethodologie aan de Utrechtse universiteit, waar hij op 18 mei 1978 inaugureerde met de rede Tussen recht en filosofie. In 1983 publiceerde hij het artikel 'Over rechtsfilosofie in de jaren zeventig'. In 1984 droeg hij bij aan het liber amicorum voor prof. dr. Arent baron van Haersolte (1919-2002) met het artikel 'Verplichtingen tegenover toekomstige generaties?', en in 1992 droeg hij het artikel 'Over rechtsfilosofie te Utrecht en daarbuiten' bij aan de afscheidsbundel voor prof. mr. Nikolaas Egbert Algra (1927-2002). Per 1 juli 1992 ging hij met vervroegd emeritaat; hij werd opgevolgd door Arie de Wild.
Op 8 maart 1997 mengde 't Hooft zich in het debat over de 'plasseks'-affiche van het Groninger Museum naar aanleiding van de tentoonstelling van Andres Serrano; vervolgens werd hij in de NRC door Pieter Kottman geschetst als: "Visser 't Hooft verraadt ook zijn onwetendheid ten aanzien van de geschiedenis en van die van de kunst in het bijzonder. [...] Visser 't Hooft weet kennelijk van niets".  Vervolgens publiceerde hij over de toekomst van het milieu en duurzaamheid.
't Hooft trouwde in 1959 met Emilie Harriet barones van Randwijck (1926-2013), telg uit het geslacht Van Randwijck. Uit het huwelijk werd predikant en publicist Caspar Visser 't Hooft (1960) geboren die over de buitenhuizen die in zijn familie een rol speelden in 2019 publiceerde.
Visser 't Hooft overleed in 2008 op 78-jarige leeftijd en werd begraven op de Algemene Begraafplaats Bloemendaal, waar ook zijn echtgenote vijf jaar later werd begraven.